# Musée national de la Toplica à Prokuplje
Le musée national de la Toplica à Prokuplje (en serbe cyrillique : Народни музеј Топлице у Прокупљу ; en serbe latin : Narodni muzej Toplice u Prokuplju) est un musée situé à Prokuplje, dans le district de Toplica, en Serbie. Il a été créé en 1946.

## Bâtiment
Le bâtiment du musée est inscrit sur la liste des monuments culturels protégés de la république de Serbie (identifiant no SK 317),. Il a été construit en 1912 pour abriter un bureau des Postes, télégraphes et téléphones de Serbie, et a été conçu dans un style serbo-byzantin par l'architecte Branko Tanazević.

## Collections archéologiques

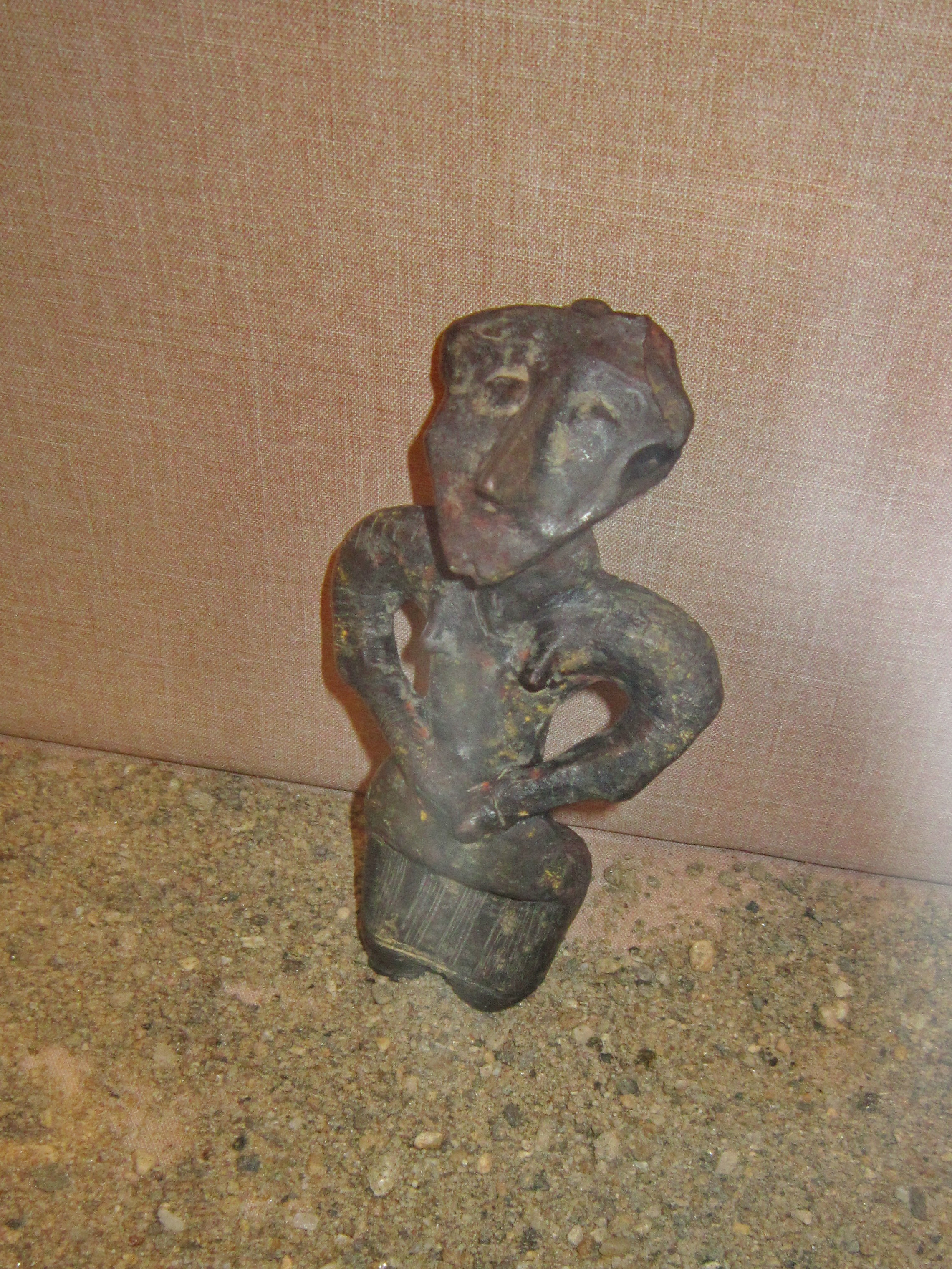
Figurine.

La collection archéologique compte 2 000 pièces, dont un grand nombre proviennent du site archéologique de Pločnik, qui remonte au Néolithique (−5 500 à −4 700 av. J.C.), notamment des figurines anthropomorphes ou zoomorphes.

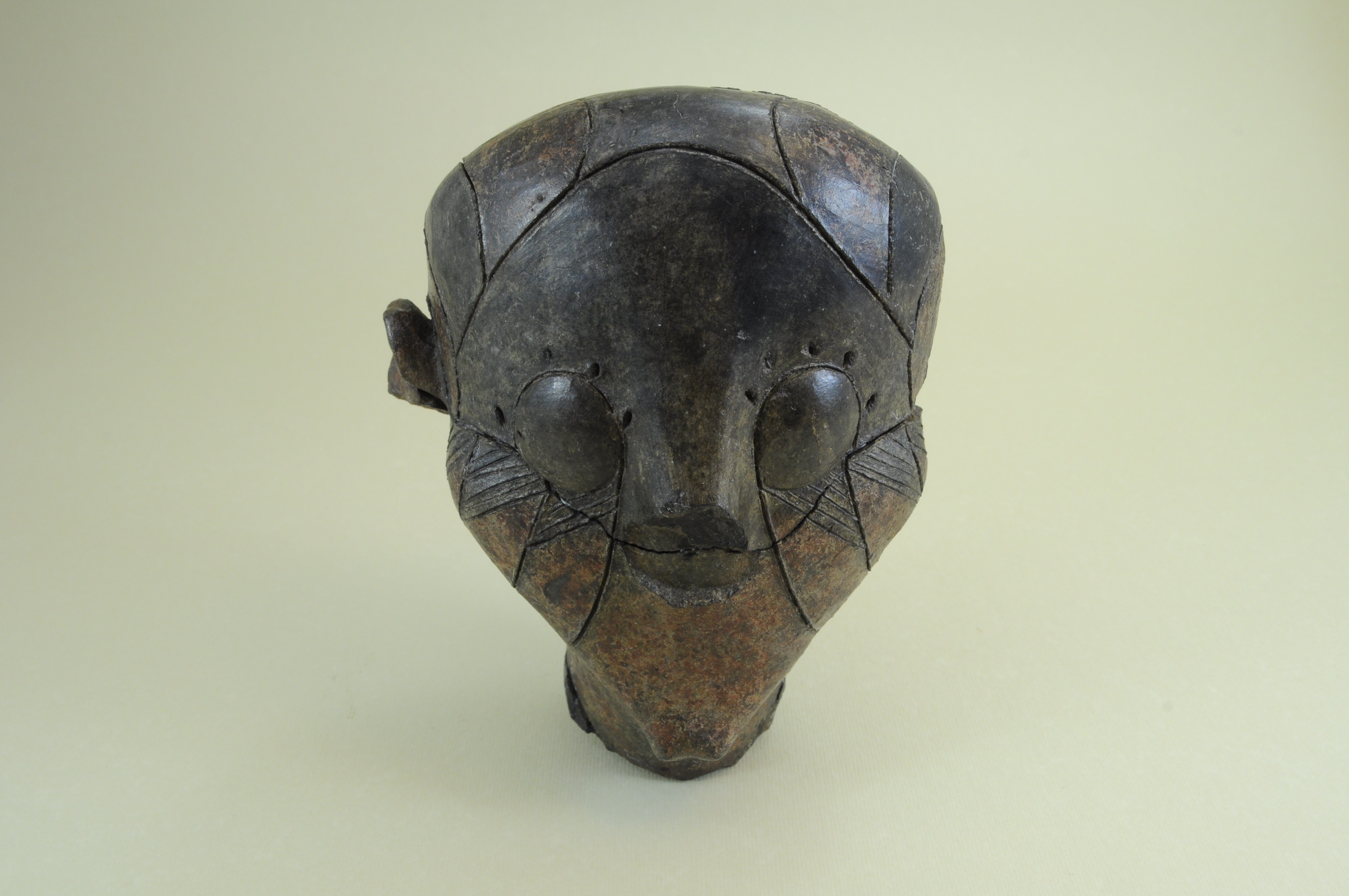
Tête de figurine.

À Gornja Stražava et Donja Toponica se trouvent deux nécropoles de l'époque de l'Âge du fer où l'on a retrouvé des urnes funéraires, des armes et des bijoux.
La collection romaine la plus importante provient de Nova Božurna, où les archéologues ont mis au jour une cuillère en argent des IIIe – IVe siècles, ainsi que des patères en argent des IIe – IVe siècles. À Prokuplje même, les fouilles des fondations du temple d'Hercule ont révélé, dans les tombes et à l'intérieur du bâtiment, des pièces de monnaie, des ustensiles et des statues de marbre, qui témoignent de la richesse de ce temple ; datant de l'époque des grandes invasions, une épée a été découverte par hasard dans la ville elle-même, avec des ornements en or et en almandin.

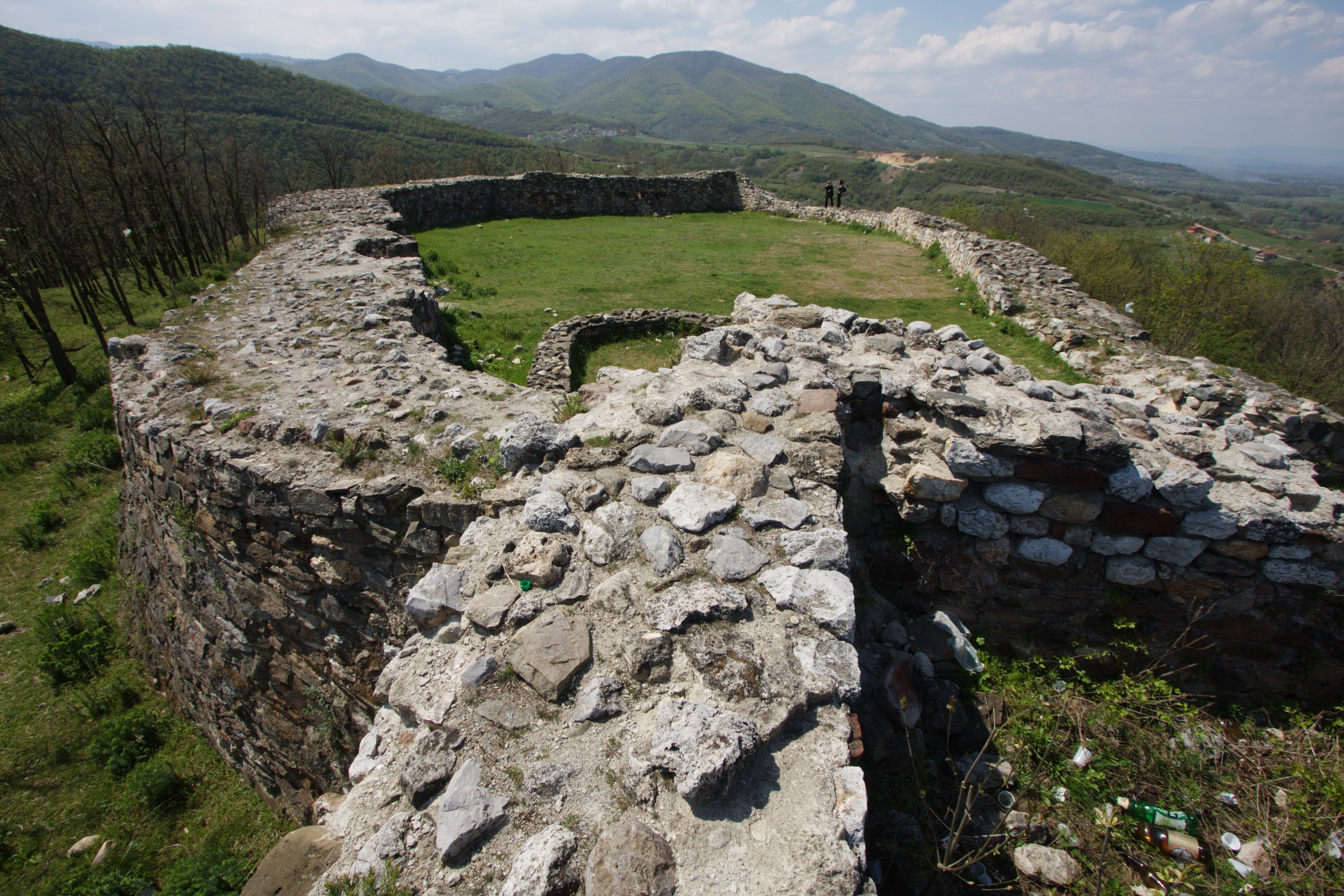
Vue de la forteresse de Hisar à Prokuplje.

Au VIe siècle, plusieurs forteresses ont été construites dans la région de la Toplica, principalement pour protéger les exploitations minières. Les fortifications de Bregovina, Babotinac et Rgaje ont été en partie fouillées ; on y a mis au jour un petit nombre d'objets courants en terre cuite, avec une décoration slave caractéristique, et des outils en fer qui sont exposés dans le musée. Les Slaves ont ainsi créé une nécropole à Donja Toponica remontant au XIe siècle, où les archéologues ont mis au jour des bijoux, notamment ceux provenant de la tombe d'une enfant, ainsi que des poteries.
La ville de Prokuplje, construite sur une colline escarpée et entourée par la rivière Toplica sur trois côtés, a été restaurée au XIVe siècle ; à proximité immédiate se trouvait l'église latine familièrement appelée « Jug Bogdanova », édifiée au Xe siècle sur les fondations du temple d'Hercule et elle aussi restaurée au XIVe siècle,. La forteresse médiévale sur la colline de Hisar à Prokuplje, a été fouillée et une quantité importante d'objets du quotidien (ustensiles, outils pour le traitement du bois et du cuir) ont été découverts et constituent une bonne partie de la collection archéologique.